# Dębniki (stacja kolejowa)
Dębniki – zlikwidowana wąskotorowa stacja kolejowa w Dębnikach na linii kolejowej Dęby – Łomża Wąskotorowa, w powiecie łomżyńskim, w województwie podlaskim, w Polsce.